# Globba ustulata
Globba ustulata är en enhjärtbladig växtart som beskrevs av François Gagnepain. Globba ustulata ingår i släktet Globba och familjen Zingiberaceae.

## Underarter
Arten delas in i följande underarter:
- G. u. hirtella
- G. u. ustulata